# Diabolis Interium
A Diabolis Interium a svéd Dark Funeral black metal együttes, 2001-ben megjelent harmadik lemeze. A felvételei 2001 januárjától, márciusig terjedtek, a kiadó pedig Európában a No Fashion volt, Észak-Amerikában a Necropolis, Japánban a Soundholic Co. Ltd, Brazíliában a Hellion Records, Lengyelországban a Mystic Productions, Romániában és Bulgáriában a Rocris Disc, Thaiföldön a S.Stack Co. Ltd, Oroszországban a Irond Records Ltd, Hongkongban és Kínában pedig a Magnus Music. 2007-ben a Regain Records újra kiadta az albumot, melyhez hozzácsatolták a Teach Children to Worship Satant is. Ezen a lemezen mutatkozott be először Matte Modin dobos és Dominion gitáros.

## Számlista
Eredeti 2001-es kiadás
|    | Cím                           | Hossz |
| -- | ----------------------------- | ----- |
| 1. | The Arrival of Satan's Empire | 3:46  |
| 2. | Hail Murder                   | 5:02  |
| 3. | Goddess of Sodomy             | 4:11  |
| 4. | Diabolis Interium             | 4:20  |
| 5. | An Apprentice of Satan        | 6:04  |
| 6. | Thus I Have Spoken            | 4:59  |
| 7. | Armageddon Finally Comes      | 3:21  |
| 8. | Heart of Ice                  | 4:34  |

2007-es bónusz diszk: Teach Children to Worship Satan feldolgozáslemez.

## Zenészek
- Lord Ahriman – gitár
- Emperor Magus Caligula – ének, basszusgitár
- Matte Modin – dob
- Dominion – gitár
- Gaahnfaust – dob - bónusz CD-n

## Közreműködők
- Peter Tägtgren – maszterizálás
- Michael Johansson – fotók
- Daniel „Morbid” Valeriani – borító
- Lars Szöke – producer

## Külső hivatkozások
- Encyclopaedia Metallum
- Various facts at Discogs